# 해운공사 야구단
해운공사 야구단은 1962년부터 1964년까지 존재했던 실업 야구단이다.